# スンニ・アリ
スンニ・アリ（Sunni Ali、Sonni Ali、? - 1492年）は、かつて西アフリカに存在していたスンニ朝ソンガイ帝国（ガオ帝国）の君主（在位：1464年 - 1492年）。「スンニ」は「王」を意味する。スンニ・アリ・ベル（Sunni Ali Ber）の名前でも知られる。
スンニ・アリの治世にソンガイ帝国は最盛期を迎える。
治世の初期のほとんどは戦闘に費やされ、スンニ・アリは30年を超える治世の中で1度も戦闘に敗れなかったと伝えられている。
同時代の人間はスンニ・アリを戦闘精神の化身と思い、偉大な魔術師として崇めていた。
人々はスンニ・アリに「ダアリ（daali、神に対する称号）」の称号を贈った
。

## 生涯
スンニ・アリ即位当時のソンガイの交易は北から侵入するトゥアレグ、南のモシ人、ニジェール川沿岸部で独立を主張する諸部族によって妨げられていた。1468年までにスンニ・アリはドゴン人とフラニ人をバンディアガラの山中で討ち、トンブクトゥの占領を企てていたモシ人を撃退した。1468年にトンブクトゥを支配していたトゥアレグを放逐し、35年ぶりに町をソンガイの支配下に収めた。
スンニ・アリはニジェール川で活動する小艦隊、捕虜を戦力に加えて増強した歩兵隊、機動力に長ける騎兵隊を有していた。スンニ・アリは自ら騎兵隊の陣頭に立って偵察を行い、奇襲をかけて敵軍を打ち破った。また、強力な水軍によってソンガイはニジェール川大湾曲部に勢力を拡大した。
トンブクトゥを占領したスンニ・アリは交易都市ジェンネを攻撃し、7年の包囲の末に町を陥落させる。1476年までに、ニジェール川中流域の湖水地帯全域がソンガイの支配下に入った。1483年にモシ王国の王ナセレ1世をジェンネ近郊の戦いで破り、ニジェール川流域でのモシ人の脅威を一掃する。1492年11月、スンニ・アリはグルマ人攻撃の遠征の帰途で没した。
死後、子のスンニ・バルが短期間王位に就くが、臣下のムハンマド・トゥレのクーデターによってスンニ朝は打倒される。

## 政策
スンニ・アリは過去の王たちが行っていた略奪を目的とする侵略政策に代わり、領土征服政策に転換した。彼の時代のソンガイでは、法律による国家の統制と、平和に裏付けられた交易の確立が推し進められる。スンニ・アリは国内を州単位に区画し、それぞれの州に長官と司令官を配置した。
スンニ・アリの即位までに、ソンガイ国内の商人と都市の指導者層の間にはイスラム教が広まっていた。ソコトで教育を受けたスンニ・アリはソンガイの伝統的な信仰を守り、イスラームのウラマー（聖職者）と対立した。1468年のトンブクトゥの占領後、スンニ・アリはトゥアレグに対してほとんど抵抗をしなかった町の支配者を厳しく罰した。トンブクトゥの支配者層の間ではイスラム教が信仰され、彼らが同じイスラム教徒であるトゥアレグの支配を受け入れたと、考えたためである。一方でスンニ・アリはイスラームの信仰と慣習に譲歩を示し、イスラム教徒の知識に敬意を払った。しかし、スンニ・アリの権力の基盤は地方の非イスラム教徒、農民、漁民の上に置かれていた。2世紀後のトンブクトゥのウラマーはスンニ・アリを残忍かつ堕落した君主と記述したが、人物像の再評価をする動きも現れている。